# Nicolas Leblanc (Fußballspieler)
Nicolas Leblanc (* 22. April 1980 in Arras, Frankreich) ist ein französischer ehemaliger Fußballspieler.

## Karriere
Nicolas Leblanc begann mit dem Fußballspielen in der Jugend beim RC Lens, wo er auch den Sprung in die Reservemannschaft schaffte und allerdings gelang im nicht der Durchbruch zur ersten Mannschaft. Daraufhin wechselte der Abwehrspieler zum belgischen Verein FC Denderleeuw, wo er allerdings nur für eine Spielzeit aktiv war und im Jahr 2001 zusammen mit Olivier Brassart zu den Stuttgarter Kickers wechselte, die gerade aus der 2. Bundesliga abgestiegen waren. Allerdings konnte weder er noch Brassart sich nicht in der ersten Mannschaft durchsetzen und beide absolvierte die meiste Zeit nur Spiele für die zweite Mannschaft der Kickers. Nach dieser erfolglosen Saison in Stuttgart kehrte Leblanc wieder in sein Heimatland zurück und war dort für drei Jahre beim FC Dieppe unter Vertrag. Von 2005 bis 2011 spielte Leblanc für den FC Évian Thonon Gaillard.